# 吉田三右衛門
吉田 三右衛門（よしだ さんえもん、1847年（弘化4年9月） - 1943年（昭和18年）8月23日）は、明治から昭和時代前期の政治家、銀行家。貴族院多額納税者議員。京都府天田郡福知山町長。

## 経歴
丹波国天田郡福知山菱屋町（現京都府福知山市菱屋）に生まれる。先代の兄三右衛門の早逝により家督を相続する。1886年（明治19年）福知山銀行頭取に就任。ほか、福知山町会議員、同町長、京都府会議員を歴任した。
1890年（明治23年）京都府多額納税者として貴族院議員に互選され、同年9月29日から1897年（明治30年）9月28日まで在任した。